# 魚沼市立広神東小学校
魚沼市立広神東小学校（うおぬましりつ ひろかみひがししょうがっこう）は、新潟県魚沼市にある公立小学校。破間川の川東地区に位置する。

## 児童数
2020年（令和2年）4月10日時点の児童数は158人。

## 沿革
- 1976年（昭和51年）4月 - 広神村立羽川小学校と広神村立藪神小学校が統合されて広神村立東小学校が開校[1]。
- 2004年（平成16年）11月1日 - 合併によって魚沼市が発足したことで魚沼市立広神東小学校に改称[1]。